# Cap de Roques de Solduga
El Cap de Roques de Solduga és una muntanya de 1.533,8 metres d'altitud del terme municipal de Baix Pallars, dins de l'antic terme de Baén, en l'àmbit del poble de Solduga.
Està situat prop de l'extrem meridional del seu terme municipal, al nord-est de Solduga i a llevant de l'Espluga de Cuberes, al nord del Forcat de les Llaus i al nord-oest de la Torre de Senyús.
Conté l'ermita de la Mare de Déu d'Esplà i el vèrtex geodèsic 2630830001.